# 6595 Муньїсбаррето
6595 Муньїсбаррето (6595 Munizbarreto) — астероїд головного поясу, відкритий 21 серпня 1987 року.
Тіссеранів параметр щодо Юпітера — 3,486.